# Аркадій Арканов
Аркадій Арканов (справжнє ім'я Аркадій Михайлович Штейнбок; 7 червня 1933, Київ, Україна — 22 березня 2015, Москва) — російський письменник-сатирик, драматург.

## Твори

### Проза
- Підборіддя набакир.— М., 1975
- У цьому світі багато світів: Новели.— М., 1984
- Рукописи не повертаються.— М., 1986
- Вперед у минуле.— М., 2011

### Драматургія
- Маленькі комедії великого будинку: П'єса.— М., 1973. У співавторстві з Г. І. Горіним
- Соло для дуету: Твори для естради.— М., 1975

### Робота з естрадними артистами
- Автор моновистави Володимира Винокура «Виходжу один я» (1982).

## Фільмографія

### Акторські роботи
- 1975 — Центровий з піднебесся
- 1995 — Бродвей нашої юності

### Написав сценарії
- 1974 — Маленькі комедії великого будинку (Телевистава)
- 1996 — Справи смішні — справи сімейні (Серіал)

### Екранізації
- 1979 — Дуже синя борода (Мультфільм)
- 2008 — Високі почуття (Короткометражний фільм)